# وارن أدلر
وارن أدلر (بالإنجليزية: Warren Adler)‏ (16 ديسمبر 1927، بروكلين في الولايات المتحدة - 15 أبريل 2019، مانهاتن في الولايات المتحدة)؛ كاتب مسرحي، كاتب سيناريو، كاتب وروائي أمريكي.

## روابط خارجية
- وارن أدلر على موقع IMDb (الإنجليزية)
- وارن أدلر على موقع ألو سيني (الفرنسية)
- وارن أدلر على موقع أول موفي (الإنجليزية)
- وارن أدلر على موقع قاعدة بيانات الأفلام السويدية (السويدية)
- وارن أدلر على موقع قاعدة بيانات الفيلم (الإنجليزية)
- وارن أدلر على موقع كينوبويسك (الروسية)